# 仁科盛家
仁科 盛家（にしな もりいえ、- 没年不明）は、平安時代末期の武将。通称は次郎。
信濃国安曇郡仁科御厨の豪族。治承3年（1179年）「大施主平朝臣盛家」として安曇郡藤尾郷の覚薗寺に千手観音像を寄進した。治承・寿永の乱では源義仲挙兵に参陣し、各地を転戦し入洛にも随行。寿永2年（1183年）の水島の戦いで平氏に敗れ、翌月の法住寺合戦では内裏に近い鳥羽の四至を警固している（『吉記』寿永2年7月13日条）。
同年12月3日、源義仲によって葦敷重隆、村上信国ら七名と共に解官されて以後の消息は不明。
正室の佛母尼（大伴氏）は承元4年（1210年）高野山遍照光院に阿弥陀堂を寄進し、仁科氏累代が崇敬した。